# Spränghandgranat m/90
Spränghandgranat m/90 (Shgr 90)  är en handgranat som har använts/används i svenska Försvarsmakten men fasas ut till förmån för spränghandgranat m/2000
Spränghandgranat m/90 har två säkringar, grepen och en sprint, till skillnad från spränghandgranat m/56 som hade tre säkringar. Den består av ett plasthölje kring 95 g pentyl med 5500 ingjutna stålkulor. Den totala vikten är 240 g, vilket är mindre än hälften av shgr 56.
Tiden från kast till detonation är 3,5 sekunder.